# Kimnowak
Kimnowak – węgierska grupa muzyczna, założona w 1993 roku.

## Skład zespołu
- Péter Novák – wokal
- Gergely Nagy – gitara basowa
- György Pribil – gitara

## Dyskografia
- Tűz van, babám (1994)
- Fekete zaj (1995)
- Ég és Föld (1997)
- Utcazene (1997)
- Lepkegyűjtő (1999)
- Tartós slágerek (kompilacja) (2001)
- A ház (2003)

## Nagrody

### Fonogram
- 1995 – Złota Żyrafa w kategorii „Odkrycie Roku na Węgrzech”
- 1996 – Złota Żyrafa w kategorii „Piosenka Roku” (Fekete zaj)